# دسلندرس ۱۱۷۶۳
سیارک ۱۱۷۶۳ (به انگلیسی: 11763 Deslandres، نامگذاری:6303P-L) یازده هزار و هفتصد و شصت و سومین سیارک کشف شده‌است که در ۲۴ سپتامبر ۱۹۶۰ کشف شد.